# Cucs de terra
Un cuc de terra és qualsevol anèl·lid oligoquet però, sobretot, els que pertanyen als gèneres Allolobophora i Lumbricus (Lumbricidae) i Megascolides i Pheretima (Megascolecidae).
Tenen el cos allargat i cilíndric i s'adapten perfectament a la vida subterrània, tot fent galeries i alimentant-se dels nutrients que els dona la ingestió de gran quantitat de terra. Són molt beneficiosos perquè per una banda espongen el sòl i alhora l'enriqueixen, aportant sobretot nitrogen, puix que excreten alhora amoníac i urea. En les regions temperades, la major part dels cucs de terra entren en diapausa durant l'estiu (estivació), i l'activitat reapareix quan el sòl s'humiteja. A l'hivern redueixen l'activitat, aprofundeixen en el sòl però no hibernen. La seva activitat normal s'estableix a la primavera i la tardor.
D'un punt de vista ecològic, els cucs de terra es poden classificar en tres grans grups: epigeus, endogeus i anècics. Els epigeus són els que habiten la superfície del sòl, sota les acumulacions de matèria orgànica (fullaraca, etc.). Els endogeus, que viuen dins el sòl i representen del 20 al 50% de la biomassa dels sòls fèrtils d'Europa. En funció de la fondària a la qual viuen se'n poden distingir els oligohúmics (habiten els estrats profunds), els mesohúmics (zona intermèdia) i els polihúmics (prop de la superfície). Els anècics són cucs relativament grossos, que excaven galeries verticals i, per tant, tenen un paper important en el transport vertical, ajudant la ventilació i l'homogeneïtzació del sòl; aquest grup pot arribar fins al 80% de la biomassa total dels cucs de terra.
Dels cucs de terra podem destacar-ne el cuc de terra comú (Lumbricus terrestris), freqüent als nostres sòls, i el cuc vermell (Eisenia foetida) que és una espècie molt utilitzada en el compostatge casolà de tipus vermicompost atesa la seua fàcil adaptació i reproducció.